# Barbalhoa contophleba
Barbalhoa contophleba är en stekelart som beskrevs av Marsh 2002. Barbalhoa contophleba ingår i släktet Barbalhoa och familjen bracksteklar. Inga underarter finns listade.